# Koopmansgatan
Koopmansgatan (första stavelsen uttalas "kåpp") är en gata i stadsdelen  Majornas 3:e rote i Göteborg. Den är cirka 245 meter lång och sträcker sig från Djurgårdsgatan till Amiralitetsgatan.
Gatan fick sitt namn år 1783, fastställt med nuvarande sträckning år 1905. Namnet är efter någon person med namnet Koopman (varierande stavningar), som bott vid gatan. En trolig person är riksdagsmannen Peter Coopman (död 1786), som ägde en tobaksplantage där gatan nu ligger. En annan möjlig person, som gatan kan ha uppkallats efter, är en Carl Coopman, som avled år 1785. Peter Coopman ingick i den ansedda köpmanssläkten Coopman, vilken bland annat Hans Coopman (död 1748) tillhörde.
En del av den ursprungliga Koopmansgatan har gått upp i Kaptensgatan och en annan del fick namnet Oljekvarnsgatan år 1905.